# Gerhard Dorn
Gerhard Dorn (1530 – 1584) è stato un filosofo, traduttore, fisico, alchimista e bibliofilo belga.

## Biografia
I dettagli dei primi anni di vita di Gerhard Dorn, come quelli di molte altre personalità del XVI secolo si perdono nella storia. È risaputo che nacque intorno al 1530 a Mechelen, parte dell’odierna provincia belga di Anversa. Studiò medicina a Tubinga dove incontrò Adam von Bodenstein, a cui è dedicato il suo primo libro e iniziò le sue pubblicazioni attorno al 1565 con una prima versione manoscritta del Clavis totius Philosophiae Chymisticae, per la quale sarebbe diventato famoso, dedicata al cardinale Antoine Perrenot de Granvelle. Utilizzò inoltre il glifo personale di John Dee, The Monas Hieroglyphica, sul frontespizio del suo Chymisticum artificium del 1568.
Insieme a Von Bodenstein, salvò molti manoscritti di Paracelso e li mandò in stampa per la prima volta. Tradusse inoltre molti di essi in latino per l’editore basilese Pietro Perna vivendo a Basilea durante gli anni ’70 del XVI secolo e a Francoforte agli inizi degli anni ’80 dello stesso secolo, dove infine mori all’età di cinquantacinque anni.

## Filosofia
Dorn rivendicava il fatto di aver trovato una migliore filosofia e un miglior modo di pensare la cristianità in Paracelso, di cui fu uno dei più assidui sostenitori. Egli non teneva in gran conto il lavoro pratico in laboratorio in favore dello studio teoretico della mente umana, considerando la prevalente formazione dei suoi tempi troppo “Scolastica”. Come molti alchimisti, Dorn era ostile alla filosofia aristotelica, con la sua enfasi riposta sul mondo materiale, dichiarando che “a chiunque voglia apprendere l’arte alchemica, non lasciate che apprenda la filosofia di Aristotele ma quella che insegna la verità”.
Dorn sosteneva che l’insegnamento, così come avvenuto nella religione col Protestantesimo, necessitasse di una riforma, come del resto l’aveva avuta la medicina con gli insegnamenti di Paracelso. Ciò che era necessario, egli asseriva, era una “filosofia dell’amore” mistica e spirituale- la sua radicale teologia sosteneva che fosse Dio e non l’uomo che necessitasse di redenzione e defini l’opera alchemica come un lavoro attraverso il quale a redimersi non era l’uomo bensì Dio; una proposta che lo condusse pericolosamente vicino ad essere dichiarato eretico agli occhi della Cristianità ortodossa. I suoi trattati principali sono inclusi nel I volume del Theatrum Chemicum.
Come ha riassunto Monika Wikman nel suo libro Pregnant Darkness (Oscurità Feconda), «gli Alchimisti come Gerard Dorn, nel suo lavoro La filosofia speculativa, riferiscono di questo stadio alchemico ulteriore (una guarigione interiore) come di un Unus Mundus, dove le divisioni sono rimarginate, la dualità cessa e l'individuale, il vir unus, si unisce con l'anima del mondo».
Gli scritti di Dorn furono di grande interesse per lo psicanalista Carl Gustav Jung, a tal punto da portare i principali con sé durante il suo soggiorno in India del 1928. Dorn rimane una delle fonti più frequentemente citate da Jung nei suoi studi sull’alchimia.

## Opere
- Clavis totius Philosophiae Chymisticae, Lyons, 1567.
- Chymisticum artificium naturae, theoricum et practicum, Frankfurt, 1568.
- Aurorae Thesaurusque Philosophorum, Basel, 1577.
- De Naturae Luce Physica, Frankfurt, 1583.
- Dictionarium Paracelsi, Frankfurt, 1584.